# Discographie de Tino Rossi
Recensement de la discographie de Tino Rossi.

## 78 tours édités en France
France - Parlophone
- 85486 (1932) O Ciucciarella [138939.2] – Nini Nanna (rarement écrit Ninni Nanna) [138940.2] (disque également sorti sous la même référence en Grande-Bretagne)

France (& Union Française) – Columbia

## Étiquette MARRON
- BF 21 (1934) Aubade du roi d’Ys [CL4667.1] – Manon, le rêve de Des Grieux [CL4802.1]
- BF 29 (1936) Romance de Maître Pathelin [CL5675.1] – Où voulez-vous aller ? [CL5676.1]
- BF 31 (1936) Les pêcheurs de perles (Romance de Nadir) [CL5975.1] – Berceuse de Jocelyn [CL5976.1]
- BF 39 (1937) Santa Lucia [CL6422.1] – Catari ! Catari ! [CL6423.1] (2 titres du film « Naples au baiser de feu »)
- BF 40 (1937) Paradis du rêve [CL6420.1] – Si tu le voulais [CL6421.1]
- BF 41 (1938) Ave Maria (de Charles Gounod) (1re version) [CL6813.3] (dans le film « Lumières de Paris ») – Ave Maria (de Schubert) [CL6814.2]
- BF 41 (1948) Ave Maria (de Gounod) (2e version éditée par erreur) [CL6813. 3 gravé ; CL6813.1 en réalité] (dans le film « Lumières de Paris ») – Ave Maria (de Schubert) [CL6814.2] Tirage plus rare.
- BF 42 (1938) Idéal [CL6817.1] – Si vous l’aviez compris (1re version) [CL6818.3]
- BF 42 (1938) Idéal [CL6817.1] – Si vous l’aviez compris (2e version éditée par erreur) [CL6818.3 gravé ; CL6813.1 en réalité].
- BF 43 (1939) Tristesse [CL7052.1] (dans le film « Le Chanteur inconnu » indiqué à partir de 1947) – Pensée d’automne [CL7053.1]
- BF 44 (1939) Trois anges sont venus [CL7152.1] – Minuit, chrétiens [CL7153.2] (disque originel)
- BF 44 (1951) Trois anges sont venus [CL7152.21] – Minuit, chrétiens [CL7153.21] (repiquage magnétique nov. 1951 du disque originel – prises identiques mais sonorité dégradée)
- BF 91 (1946) Aubade du roi d’Ys (BF21) – Tristesse (2 titres dans le film « Le Chanteur inconnu ») (BF43)
- BF 152 (1949) Ô Corse île d'amour – Vieni… vieni (2 titres de la revue du Casino de Paris « Parade de France ») (=DF1605)
- BF 168 (1949) Célèbre Serenata [CL6819.1] (DF2493) – 'O sole mio (2e version) [CL6820.1 gravé ; CL6820.2 en réalité] (du film « Naples au baiser de feu »)
- BF 304 (1949) Reviens (2e version) [CL6815 gravé ; CL6815.1 en réalité] – Le Temps des cerises [CL6816.2] (DF2455)
- BF 556 (1953) La petite mule [CL9402.21] – La danse à la mode [CL9403.21]
- BF 557 (1953) Amore mio [CL9356.21] – Mouettes sur Sorrente [CL9357.21]
- BF 574 (1953) La voix de ta chanson [CL9400.21] – Ne lui dis jamais [CL9401.21]
- BF 588 (1953) Moulin rouge (1re version) [CL9520.21] (du film « Moulin rouge ») – Madalena [CL9522.21]
- BF 588 (1953) Moulin rouge (2e version) [CL9533.21] (du film « Moulin rouge ») – Madalena [CL9522.21]
- BF 590 (1953) Pour un rêve d’amour [CL9534.21] – Deux petits chaussons [CL9535.21] (du film « Limelight »)
- BF 593 (1953) Ne laissez pas s’enfuir l’amour [CL9521.21] – Tango mélodie [CL9595.21]
- BF 594 (1953) Bella bella donna [CL9591.21] – La fête des fleurs [CL9593.22] (2e version, longue) (2 titres du film « Tourments »)
- BF 595 (1953) Les fées vont revenir [CL9592.21] – Soir espagnol [CL9594.21] (2 titres du film « Tourments »)
- BF 597 (1954) Vous, vous, vous [CL9638.21] – Deux amoureux [CL9641.21]

## Étiquette NOIRE
- DF 1296 (1933) Berceuse [CL4418.1] – A Rustaghia [CL4420.1]
- DF 1297 (1933) Ajacciu bellu [CL4419.1] – Canzona di u cucu [CL4421.1]
- DF 1333 (1933) Sanguinari [CL4471.3] – T’aimer [CL4474.3]
- DF 1338 (1933) Tango de Marilou [CL4521.3] – Viens aimer [CL4522.1]
- DF 1349 (1933) Vous, qu’avez-vous fait de mon amour ? [CL4535.1] (de la revue du Casino de Paris 1933-1934) – La Viruta [CL4536.2] (Instrumental orchestre Orlando)
- DF 1389 (1933) Obsession [CL4559.1] – Demain [CL4560.1]
- DF 1416 (1934) Loin de moi (ou titre originel provisoire jusqu'en avril 1934 : C’est toi toujours) [CL4646.1] – J’ai rêvé d’une fleur [CL4648.1] (de l’opérette « Au pays du soleil »)
- DF 1417 (1934) Pourquoi ces larmes ? [CL4647.1] – Pourquoi seriez-vous si jolie ? [CL4649.1]
- DF 1435 (1934) Finestre [CL4703.1] – Parlami d'amore, Mariù [CL4704.1]
- DF 1443 (1934) Veni d’oousi [CL4660.1] – Magali, ma bien-aimée [CL4659.1] (par autre interprète : Adrien Legros)
- DF 1453 (1934) Rien… [CL4701.1] – Un soir… pas davantage [CL4702.1]
- DF 1488 (1934) Près de la cascade [CL4803.2] (du film « Prologues ») – Valse de l’ombre [CL4804.2] (du film « Les chercheuses d’or »)
- DF 1507 (1934) Un tango pleure [CL4797.1] – Une fête à Versailles [CL4796.1] (Instrumental orchestre Orlando)
- DF 1508 (1934) Apprenez-moi des mots d’amour [CL4799.1] – Los desterrados [CL4798.1] (Instrumental orchestre Orlando)
- DF 1528 (1934) Descends sur ma gondole [CL4833.1] (du film « Casanova ») – Tu souris [CL4834.1]
- DF 1538 (1934) Honey Moon Hotel [CL4831.1] – Shanghai Lil [CL4899.1] (2 titres du film « Prologues »)
- DF 1541 (1934) Ne t’en va pas (du film « Wonder Bar ») [CL4898.1] – Du fond du cœur [CL4946.1] (du film « La Cinquième Empreinte »)
- DF 1552 (1934) Vous qu’avez-vous fait de mon amour ? [CL4948.3] (nouvel enr. de la revue du Casino de Paris 1933-1934) – Pourquoi quand je te dis : je t’aime [CL4949.1]
- DF 1564 (1934) C’était un musicien [CL4947.1] (du film « C'était un musicien ») – L’amour est une étoile [CL4986.1] (de l’opérette « Trois de la marine »)
- DF 1605 (1934) Ô Corse, île d’amour [CL5021.1] – Vieni… vieni… [CL5024.1] (2 titres de la revue du Casino de Paris « Parade de France »)
- DF 1606 (1934) Vivons la vie, vivons l’amour [CL5022.2] – Un baiser de femme sous un ciel de feu [CL5038.1] (2 titres de la revue du Casino de Paris « Parade de France »)
- DF 1610 (1934) Si je n’écoutais que mon cœur [CL5023.1] (du film « Nous ne sommes plus des enfants ») – C’est ton amour [CL5039.1] (de la revue du Casino de Paris « Parade de France »)
- DF 1614 (1934) Le chaland qui passe [CL5069.1] – C’est à Capri [CL5070.1]
- DF 1622 (1934) Les nuits moscovites [CL5068.1] – On n’aime qu’une fois [CL5093.1] (2 titres du film « Les Nuits moscovites »)
- DF 1625 (1934) Tout près de toi [CL5091.1] – Tout mon cœur [CL5092.1]
- DF 1631 (1934) Après toi, je n’aurai plus d’amour [CL4987.1] – Je voudrais un joli bateau [CL5094.1]
- DF 1645 (1934) Noël en mer [CL5148.1] – Venise et Bretagne [CL5150.1]
- DF 1663 (1935) Dans l’ombre du passé [CL5159.1] – Lentement dans la nuit [CL5181.1]
- DF 1687 (1935) Colomba [CL5149.1] – Le bonheur n’est plus un rêve [CL5233.1] (du film « Le Bonheur »)
- DF 1689 (1935) La petite ville [CL5147.1] (du film « L’Affaire Coquelet ») – Te chérir une nuit [CL5189.1]
- DF 1694 (1935) Retour [CL5234.1] – Juanita [CL5235.1] (2 titres de l’opérette-revue « La Reine de la Sierra »)
- DF 1716 (1935) Mon rêve est près de vous madame [CL5243.1] – Carioca [CL5275.1] (du film « Carioca »)
- DF 1730 (1935) Guitare d’amour [CL5273.1] – Adieu Hawaï [CL5324.1]
- DF 1735 (1935) Un soir… pas davantage (DF1453) – C’est à Capri (DF1614)
- DF 1736 (1935) Rien… (DF1453) – Le chaland qui passe (DF1614)
- DF 1742 (1935) Ne me méprise pas [CL5277.1] – En suivant la rive [CL5322.1]
- DF 1743 (1935) Voulez-vous Lisette ? [CL5242.1] – M’aimes-tu ? [CL5321.1]
- DF 1756 (1935) Chanson pour Nina [CL5409.1] – Pour t’avoir au clair de lune [CL5410.1] (du film documentaire « Marseille »)
- DF 1765 (1935) Vogue mon cœur [CL5446.1] (du film « Vogue, mon cœur ») – Amapola [CL5448.1]
- DF 1783 (1935) D’une prison [CL5444.1] – Paysage [CL5445.1]
- DF 1784 (1935) Adieu jolis rêves d’amour [CL5447.3] (du film « La Chanson de la jeunesse ») – Douce musique [CL5449.3]
- DF 1785 (1935) Toi [CL5323.1] – D’une gondole [CL5411.1]
- DF 1786 (1935) Il pleut sur la route [CL5438.1] – Des peines d’amour [CL5440.1]
- DF 1787 (1935) Les fleurs c’est de l’amour [CL5439.1] – Te revoir [CL5441.1]
- DF 1817 (1935) Un violon dans la nuit [CL5464.1] – Sérénade à Léna [CL5465.1] (2 titres de la revue du Casino de Paris « Parade du monde »)
- DF 1818 (1935) Vieny Mary [CL5457.1] – Violino Tzigano [CL5467.1] (de la revue du Casino de Paris « Parade du monde »)
- DF 1826 (1935) Reviens chérie [CL5456.1] – Assez de comédie [CL5466.1]
- DF 1893 (1936) Laissez-moi vous aimer [CL5625.1] – Tchi tchi [CL5626.1] (2 titres du film « Marinella »)
- DF 1895 (1936) Marinella (2e vers. Orch. Cariven) [CL5653.1] – J’aime les femmes c’est ma folie (2e vers. Orch. Cariven) [CL5654.1] (2 titres du film « Marinella »)
- DF 1913 (1936) Voulez-vous, madame [CL5643.1] – D’un bateau [CL5666.1]
- DF 1920 (1936) O Ciucciarella [CL5691] – Nini-Nanna [CL5692] (=85486 Parlophone)
- DF 1935 (1936) Partir un jour [CL5642.1] – Au-delà des nuages [CL5644.1]
- DF 1952 (1936) Les beaux jours (valse chantée du Tour de France 1936) [CL5780.1] – Elle… rien qu’elle [CL5781.1]
- DF 1955 (1936) Colombella [CL5765.1] – Le secret de tes caresses [CL5766.4] (2 titres de la revue du Casino de Paris « Tout Paris chante »)
- DF 1973 (1936) D’Ajaccio à Bonifacio [CL5665.1] – Stellina [CL5783.1]
- DF 1991 (1936) Tant qu'il y aura des étoiles [CL5857.2] – Chanson pour ma brune [CL5858.1] (2 titres du film « Au son des guitares »)
- DF 2002 (1936) Loin des guitares [CL5855.1] – Bella ragazzina [CL5856.3] (2 titres du film « Au son des guitares »)
- DF 2033 (1936) Un jour je te dirai [CL5946.1] – Dans le jardin de mes rêves (2e version) [CL5947.1]
- DF 2049 (1936) La chanson du gondolier [CL5969.2] – Une étoile qui passe [CL5970.1]
- DF 2050 (1936) Romance [CL6000.1] (de la comédie musicale « La Dame en décolleté ») – Rendez-moi mes montagnes [CL6001.1] (de la revue du Casino de Paris « Tout Paris chante »)
- DF 2067 (1936) Un tango pleure (DF1507) – Apprenez-moi des mots d’amour (DF1508)
- DF 2068 (1936) T’aimer (DF1333) – Vous, qu’avez-vous fait de mon amour ? (DF1349)
- DF 2080 (1936) Le mur de ton jardin [CL5782.1] – Bohémienne aux grands yeux noirs [CL5999.1]
- DF 2083 (1937) Grenade mes amours [CL6017.1] – Tinouca [CL6018.1]
- DF 2098 (1937) Cueillir vos lèvres [CL6041.3] – Dans mes bras [CL6067.1] (de la revue du Casino de Paris « Paris en joie »)
- DF 2118 (1937) Il existe une blonde [CL6042.1] – Paname ville d’amour [CL6066.1]
- DF 2150 (1937) Doux secret d’amour (valse chantée du Tour de France 1937) [CL6243.1] – Le plus beau refrain de la vie [CL6244.1]
- DF 2175 (1937) Nous irons là-bas [CL6297.1] – Pour tous chante ma guitare [CL6320.1]
- DF 2177 (1937) Tango de rêve (Le succès de l’exposition 1937) [CL6301.1] – C’est Paris (le succès de l’exposition 1937) [CL6302.1]
- DF 2196 (1937) Prenez-moi pour joujou [CL6235.1] – Le moulin de Magali [CL6237.3]
- DF 2224 (1937) Le pêcheur de lune [CL6298.1] – Tzigane joue [CL6319.1]
- DF 2227 (1937) Près du feu qui chante [CL6234.1] – Ce n’est qu’un songe [CL6236.1]
- DF 2253 (1937) Tarentelle [CL6399.2] – Écoutez les mandolines [CL6400.2] (2 titres du film « Naples au baiser de feu »)
- DF 2254 (1937) Tarentella [CL6401.1] – Mandolinata al chiar di luna [CL6402.1] (2 titres du film « Naples au baiser de feu »)
- DF 2256 (1937) Mia Piccolina [CL6408.1] – Rien qu’un chant d’amour [CL6410.1] (2 titres du film « Naples au baiser de feu »)
- DF 2286 (1937) J’ai fait le tour du monde [CL6427.1] – L’étoile où brille l’amour [CL6428.1]
- DF 2292 (1937) Chant d’amour de Tahiti [CL6425.1] – Pescadore… Addio l’amore [CL6426.1]
- DF 2377 (1938) C’est toujours toi [CL6695.1] – Écris-moi [CL6696.1]
- DF 2398 (1938) La route [CL6694.1] – C’est la valse amoureuse [CL6697.1]
- DF 2429 (1938) Soir de pluie [CL6769.1] – L’amour est comme une chanson (valse chantée du Tour de France 1938) [CL6770.1]
- DF 2436 (1938) J'attendrai [CL6771.1] – Le bateau des îles [CL6772.1]
- DF 2455 (1938) Reviens (1re version) [CL6815.3] – Le Temps des cerises [CL6816.2] (BF304)
- DF 2458 (1938) (C’est) Aux îles d’amour [CL6783.3] – El danzon [CL6785.3] (2 titres du film « Lumières de Paris »)
- DF 2459 (1938) Paris, Voici Paris [CL6784.3] – Au bal de l’amour [CL6786.3] (2 titres du film « Lumières de Paris »)
- DF 2493 (1938) Célèbre Serenata [CL6819.1] (BF168) – 'O sole mio (1re version) [CL6820.1] (du film « Naples au baiser de feu »)
- DF 2509 (1938) Sérénade portugaise [CL6702.1] – O mia bella Napoli [CL6837.1]
- DF 2534 (1938) Adieu ma mie [CL6774.1] – Vous n’êtes pas venue dimanche [CL6888.1] Parfois observé titre « Vous n’êtes pas venu dimanche » ‘venu ’ au masculin, par erreur !
- DF 2564 (1939) De Nice à Monte-Carlo [CL6975.1] – La belle Conga [CL6976.1]
- DF 2611 (1939) Bambinella [CL6974.1] – Sérénade sans espoir [CL7051.1]
- DF 2631 (1939) Tango de Maria [CL7114.1] – Le chemin des amours [CL7115.1]
- DF 2675 (1939) Reginella [CL7154.1] – Sérénade près de Mexico [CL7155.1]
- DF 2688 (1939) Le danger de la valse [CL7173.1] – Son cœur est près de vous [CL7175.1]
- DF 2689 (1939) Giovinella [CL7161.1] – Soirs d’Espagne [CL7162.1]
- DF 2699 (1939) Roses de Picardie [CL7191.1] – Petite maison grise [CL7193.1]
- DF 2705 (1939) Sur les ailes de France [CL7164.1] – Le chemin de ma belle [CL7176.1]
- DF 2820 (1941) Bel ami [CL7445.2] – Mon étoile [CL7446.1]
- DF 2825 (1941) La chanson du voilier [CL7447.1] – Toi que mon cœur appelle [CL7448.1](2 titres du film « Le Soleil a toujours raison »)
- DF 2845 (1941) Maria [CL7496.1] – Un soir… une nuit… [CL7506.1] (2 titres du film « Fièvres »)
- DF 2846 (1941) Ma ritournelle [CL7497.1] (du film « Fièvres ») – Dites-lui de ma part [CL7505.1] (du film « Le Soleil a toujours raison ») (titre « Dites-lui de ma part » censuré par l’occupant dans le film)
- DF 2865 (1941) Quand tu reverras ton village [CL7542.1] – Tu étais la plus belle [CL7543.1] (2 titres du film « Le Soleil a toujours raison ») (titre « Quand tu reverras ton village » censuré par l’occupant dans le film.)
- DF 2866 (1941) Les jours sans ma belle (1re version) [CL7544.1] – Rosita [CL7545.1]
- DF 2887 (1942) Le chant du gardian [CL7607.1] (du film « Le Soleil a toujours raison ») – Quand je pense à vous [CL7610.1]
- DF 2902 (1942) C’est un chagrin d’amour [CL7608.1] – Credo [CL7612.1]
- DF 2913 (1942) Fiorella [CL7609.1] – Les jours sans ma belle (2e version) [CL7611.1]

## Étiquette BLEUE
- LF 171 (1943) Le vagabond fleuri [CL7731.1] – Paquita [CL7732.1] (2 titres du film « Le Chant de l'exilé »)
- LF 172 (1943) Ma belle étoile [CL7730.1] – Ce matin même [CL7733.1] (2 titres du film « Le Chant de l'exilé »)
- LF 175 (1943) J’ai deux mots (dans mon cœur) [CL7802.1] – Quel beau jour, mon amour [CL7805.1] (2 titres du film « Mon amour est près de toi »)
- LF 176 (1943) Madame la nuit [CL7803.1] – Quand on est marinier [CL7804.1] (2 titres du film « Mon amour est près de toi »)
- LF 177 (1943) Bonsoir à la France [CL7795.2] – Ce n’est plus la même chanson [CL7796.1]
- LF 178 (1943) Un bouquet d’étoiles [CL7785.1] (du film « Pilote malgré lui ») – Donne-moi ton sourire [CL7787.1]
- LF 179 (1943) La chanson du joli vent [CL7794.1] – Corsica bella [CL7856.1]
- LF 180 (1943) L’Ajaccienne [CL7786.1] – Dio vi salvi regina [CL7855.1]
- LF 187 (1944) Tendre sérénade [CL7880.1] – Mon île d’amour [CL7881.1] (2 titres du film « L’Île d’amour »)
- LF 188 (1944) Le joyeux bandit [CL7882.1] – Complainte corse [CL7883.1] (2 titres du film « L’Île d’amour »)
- LF 193 (1944) Ce soir [CL7924.1] – Alcarazas [CL7925.1]
- LF 194 (1945) Bésame mucho [CL8005.1] – Je vivrai seul [CL8006.1] (du film « Three cheers for the boys »)
- LF 195 (1945) Amor [CL8004.1] – Loin dans l’ombre du passé [CL8007.1] (du film « La Reine de Broadway »)
- LF 196 (1944) Mon église [CL7923.1] – Viens… [CL7942.1]
- LF 198 (1945) Étrange mélodie [CL8061.2] – Tout contre toi qu’il fait bon [CL8062.2] (2 titres du film « Sérénade aux nuages »)
- LF 199 (1945) Chanson aux nuages [CL8063.2] – Tango d’un soir [CL8064.1] (2 titres du film « Sérénade aux nuages »)
- LF 200 (1945) Dans la nuit, j’entends une chanson [CL7899.1] – Le pousse-pousse [CL7921.1]
- LF 205 (1946) La belle ouvrez-moi donc [CL8138.1] – J’ai deux chansons [CL8139.1] (2 titres du film « Le Gardian »)
- LF 206 (1946) Feux de camp [CL8140.1] (du film « Le Gardian ») – Au pays de l’amour [CL8141.1]
- LF 221 (1946) Adieu, celle que j’aime [CL8136.1] – Jamais deux sans trois [CL8137.1] (2 titres du film « Le Gardian »)
- LF 232 (1946) Petit Papa Noël (1re version) [CL8242.2] – Destin* [CL8253.1] (2 titres du film « Destins ») *titre parfois écrit ‘Destins’ au pluriel par erreur.
- LF 232 (1948) Petit Papa Noël (2e version) [CL8526.1] – Destin* [CL8253.1] (2 titres du film « Destins ») *titre parfois écrit ‘Destins’ au pluriel par erreur.
- LF 233 (1946) Quand reviendra le jour [CL8241.1] (du film « Destins ») – Loin de ton cœur [CL8243.1] (du film « Le Chanteur inconnu »)
- LF 234 (1946) À deux pas de mon cœur [CL8251.1] – Y’a de l’amour [CL8252.1] (2 titres du film « Destins »)
- LF 235 (1946) Tout le long des rues [CL8255.1] – Sérénade à la brise [CL8257.1] (2 titres du film « Le Chanteur inconnu »)
- LF 236 (1946) Angelina [CL8254.1] – Tout bleu [CL8256.1] (2 titres du film « Le Chanteur inconnu »)
- LF 239 (1947) Adios Pampa mia [CL8318.1] – Sonata (en français) [CL8320.1]
- LF 240 (1947) Quand la guitare chante [CL8308.1] – Mon cœur est au bout du monde [CL8319.1]
- LF 242 (1947) Malika [CL8309.1] – Adios Mariquita Linda [CL8310.1] (du film « Dieu est mort »)
- LF 243 (1947) Dans ton cœur et dans mon cœur [CL8307.1] – Pamelita [CL8311.1]
- LF 245 (1947) Je vous aime sans espoir [CL8302.1] – Si votre cœur vagabonde [CL8303.1]
- LF 247 (1947) Roman d’amour [CL8301.1] – Jardin perdu [CL8304.1]
- LF 248 (1947) Ma petite hawaïenne [CL8305.1] – Nuits d’Argentine [CL8306.1]
- LF 249 (1947) Le dimanche dans la rue [CL8135.1] – C’est vous, rien que vous [CL8322.1]
- LF 255 (1948) Je rêve aux étoiles [CL8527.1] – Midinettes de Paris [CL8529.1]
- LF 256 (1948) Amorcito mio [CL7922.1] – Heureux le cavalier [CL8528.2] (du film « Deux amours »)
- LF 259 (1948) La marchina [CL8554.1] – L’amour commande [CL8555.1] (2 titres du film « Deux amours »)
- LF 260 (1948) Poème [CL8556.2] (du film « Deux amours ») – La lanterne de San Paoli [CL8558.1]
- LF 261 (1948) Notre Père qui êtes aux cieux [CL8557.1] (du film « Deux amours ») – Je vous salue Marie [CL8608.1]
- LF 262 (1948) Salut du matin [CL8507.1] – Merci au ruisseau [CL8508.1] (2 titres du film « La Belle meunière »)
- LF 263 (1948) Salut du soir [CL8509.1] – Inquiétude [CL8511.1] (2 titres du film « La Belle meunière »)
- LF 264 (1948) En route [CL8503.1] – Au bord du ruisseau [CL8504.1] (2 titres du film « La Belle meunière »)
- LF 265 (1948) Le cœur fidèle [CL8505.1] – Ruisseau de mes amours [CL8506.1] (2 titres du film « La Belle meunière »)
- LF 266 (1948) La prière du soir [CL8609.1] – Femmes que vous êtes jolies [CL8610.1]
- LF 267 (1949) Plus je vous aime [CL8632.1] – Ma guitare et mon cœur [CL8633.1]

## Étiquette VERTE
- GF 1000 (1949) Sérénade céleste [CL8634.1] – La madona de Sorrente [CL8635.1]
- GF 1002 (1949) Roses de Picardie – Petite maison grise (=DF2699)
- GF 1003 (1949) Maria – Un soir… une nuit… (2 titres du film « Fièvres ») (=DF2845)
- GF 1004 (1949) Le chant du gardian (du film « Le soleil a toujours raison ») – Quand je pense à vous (=DF2887)
- GF 1005 (1949) Noël en mer – Venise et Bretagne (=DF1645)
- GF 1006 (1949) Sais-tu ? [CL8727.1] (du film « Road house ») – Perfide Venezia [CL8729.1]
- GF 1007 (1949) Est-ce l’amour ? [CL8742.1] – Le marchand de rêves [CL8743.1]
- GF 1008 (1949) Après toi je n’aurai plus d’amour – Je voudrais un joli bateau (=DF1631)
- GF 1009 (1949) Fontaine [CL8728.1] – Minuit [CL8730.1]
- GF 1010 (1950) Romance au fond des cours [CL8745.1] – Cerisier rose et pommier blanc [CL8796.1]
- GF 1011 (1950) Supplique [CL8797.1] – Trois moissonneurs [CL8814.1]
- GF 1012 (1950) Sous le ciel bleu de Catari [CL8813.2] – Une hirondelle [CL8815.1]
- GF 1013 (1950) Tant qu'il y aura des étoiles – Chanson pour ma brune (=DF1991)
- GF 1014 (1950) Idylle foraine [CL8744.1] – Belle ma belle [CL8795.1]
- GF 1015 (1950) Tchi tchi (DF1893) – Marinella (DF1895)
- GF 1016 (1950) Tango de Marilou – Bohémienne aux grands yeux noirs (DF2080)
- GF 1017 (1950) Loin des guitares – Bella ragazzina (=DF2002)
- GF 1018 (1950) Lentement dans la nuit (DF1663) – Guitare d’amour (DF1730)
- GF 1019 (1950) Ajacciu bellu – Canzona di u cucu (=DF1297)
- GF 1020 (1950) Berceuse – A Rustaghia (=DF1296)
- GF 1021 (1950) O Ciucciarella – Nini-Nanna (=DF1920 Columbia & 85486 Parlophone)
- GF 1022 (1951) Joli mois de mai [CL8954.21] – Chérie sois fidèle [CL8955.21]
- GF 1024 (1951) Mandolino… Mandolino [CL8980.21] – Jamais [CL8981.21]
- GF 1025 (1951) Trop jeune [CL9051.21] – Jolie pluie d’été [CL9052.21]
- GF 1026 (1951) Miette, A Petits Pas, J'ai Rêvé D'une Fleur, Adieu Venise Provençale, Le Plus Beau Tango du monde, Zou ! Un Peu D'Aïoli, du film « Au pays du soleil » [CL9049.21] & [CL9050.21]
- GF 1027 (1951) Bretagne [CL9088.21] – Marseille… mon pays [CL9102.21] (du film « Au pays du soleil »)
- GF 1028 (1951) Tennessee Waltz [CL9087.21] – C’était écrit (1re version) [CL9103.21]
- GF 1030 (1952) Si jamais [CL9115.21] – Luna rossa [CL9117.21]
- GF 1031 (1952) Carole [CL9114.21] – Son cœur est amoureux [CL9151.21]
- GF 1032 (1952) Charmaine [CL9116.21] – Va, mon ami va [CL9152.21] (du film « Son dernier Noël »)
- GF 1033 (1952) J’ai gardé ta photo [CL9235.21] – Merci pour tes fleurs [CL9236.21]
- GF 1034 (1952) Sous la pergola [CL9233.21] – Vole colombe [CL9234.21]
- GF 1035 (1952) Petite étoile de Noël [CL9290.21] (du film « Son dernier Noël ») – Le bonhomme de neige [CL9291.21]
- GF 1036 (1952) Printemps à Rio [CL9271.21] – Il est trop tard [CL9273.21]
- GF 1037 (1952) Line [CL9272.21] (du film « Son dernier Noël ») – M’aimerez-vous toujours, mon amour ? [CL9288.21]
- GF 1038 (1952) Tango Bleu [CL9315.21] – J’ai besoin de toi [CL9317.21]
- GF 1039 (1952) Bouquet d’amour [CL9287.21] (du film « Son dernier Noël ») – Ce beau dimanche-là [CL9289.21]
- GF 1041 (1953) Ton mariage [CL9354.21] – L’homme tranquille [CL9355.21] (du film « The quiet man »)
- GF 1042 (1953) Ma Laurencia [CL9314.21] – Rosa [CL9316.21]
- GF 1043 (1954) J’ai besoin que tu m’aimes [CL9651.21] – Oncle Bill [CL9653.21]
- GF 1044 (1954) Les cigarières de Barcelone [CL9653.21] – La fête du tabac [CL9655.21]
- GF 1045 (1954) Adorable [CL9654.21B] – Deux amants [CL9657.21]
- GF 1046 (1954) Mandoline à Napoli [CL9649.21] – Pardonne-moi [CL9650.21]
- GF 1047 (1954) Mon trésor [CL9639.21] – Tant de fois [CL9640.21]
- GF 1048 (1953) Sur la mer une voile [CL9596.21] – Prisonnier d’un beau rêve [CL9597.21]
- GF 1049 (1954) Mon seul ami [CL9656.21] – Toutes les mères [CL9744.21]
- GF 1050 (1954) Linda [CL9743.22] – Rose et jasmin [CL9765.21]
- GF 1051 (1954) Si le destin nous séparait [CL9764.21] – El patio [CL9766.21]
- GF 1052 (1954) Printemps tu viens de Corse [CL9767.21] – Tu dansais si bien [CL9797.21]
- GF 1053 (1954) Châteaux en Espagne [CL9793.21] – Florence [CL9798.21]
- GF 1054 (1954) Maria l’amour [CL9792.21] – Mon ami, mon ami [CL9795.21]
- GF 1055 (1954) Sérénade méditerranéenne [CL9794.21] – Carlotina [CL9795.21]
- GF 1056 (1954) Téléphonez-moi chérie [CL9805.21] – Jolie mésange [CL9806.21]
- GF 1057 (1954) Ma joie [CL9807.21] – Oh ! Mon papa [CL9808.21]
- GF 1058 (1954) Jolie bruyère [CL9858.21] – Sais-tu cueillir les roses ? [CL9860.21]
- GF 1059 (1954) À quoi penses-tu mon amour ? [CL9859.21] – Sous les ponts de Venise [CL9861.21]
- GF 1060 (1954) J’ai trop aimé [CL9927.21] – C’est pour vous [CL9928.21] (de l’opérette « Mon p’tit pote »)
- GF 1061 (1954) Retour [CL9929.21] – Sauras-tu m’attendre ? [CL9930.21]
- GF 1062 (1954) Des pays merveilleux [CL9939.21] – Y’a tant d’amour [CL9940.21]
- GF 1063 (1954) Tango magique [CL9948.21] – Cœurs solitaires [CL9949.21]
- GF 1064 (1954) Quand Maria chantait [CL9950.21] – Jours bleus [CL9951.21]
- GF 1065 (1954) La cheribiricocola [CL9952.21] – Guitara mia [CL9953.21]
- GF 1066 (1955) Si j’avais le bonheur [CL9983.21] – Cara mia [CL9984.21]
- GF 1067 (1955) Comme une ombre [CL9985.21] – Les rayons du soleil [CL9987.21]
- GF 1068 (1955) Les fruits de l’été (du film) [CL9986.21] – Va petit enfant [CL9988.21] (de l’opérette « La Toison d’or »)
- GF 1069 (1955) La Tamise et mon jardin [CL10043.21] – Tu reviendras [CL10044.21] (du film « La Cage aux souris »)
- GF 1070 (1955) Le petit mendiant [CL10045.21] – Tchi Tchi ou Tchi [CL10046.21]
- GF 1071 (1955) Johnny Guitare (du film Johnny Guitare) [CL10047.21] – Bonjour tristesse (du film) [CL10049.21]
- GF 1072 (1955) Les amants de la belle étoile [CL10098.21] – Trahison [CL10100.21]
- GF 1073 (1955) Piccina bambina [CL10099.21] – Saci [CL10101.21]
- GF 1074 (1955) Qui va piano va lontano [CL10108.21] – Pastoreo [CL10109.21]
- GF 1075 (1955) Merci monsieur Schubert [CL10110.21] – Les fleurs et les fontaines [CL10111.21] (référence 78T attribuée, mais sortie annulée avant mise en fabrication, cause durée du 1er titre trop longue.)
- GF 1076 (1955) Méditerranée [CL10180.21] – Demain c’est dimanche [CL10181.21] (2 titres de l’opérette « Méditerranée »)
- GF 1077 (1955) Ajaccio [CL10182.21] – Vierge Marie [CL10183.21] (2 titres de l’opérette « Méditerranée »)

France - Pathé

## Étiquette ROUGE
- PD 98 (1949) Marlène [CPT7132.1] – Ô Mama [CPT7134.1] (2 titres du film « Marlène »)
- PD 99 (1949) Sérénade sur Paris [CPT7133.2] – Mariana [CPT7135.1] (2 titres du film « Marlène »)
- PD 102 (1949) Quand les lilas refleuriront [CPT7328.1] – Tout simplement [CPT7330.1] (2 titres du film « Envoi de fleurs »)
- PD 103 (1949) Vous êtes si jolie [CPT7331.1] – Fermons nos rideaux [CPT7332.1] (2 titres du film « Envoi de fleurs »)
- PD 108 (1950) Les enfants qui s’aiment [CPT7384.1] – Les Feuilles mortes [CPT7388.1]
- PD 109 (1950) Envoi de fleurs [CPT7329.1] – Mélancolie [CPT7387.1] (2 titres du film « Envoi de fleurs »)
- PD 110 (1950) La petite église [CPT7385.1] – (Une ou L’) étoile d’amour [CPT7386] (2 titres du film « Envoi de fleurs »)
- PD 132 (1950) Ma Corse [CPT7860.1] – Ti tengu cara [CPT7861.1]
- PD 133 (1950) Mona Lisa [CPT7858.1] – Blondine [CPT7859.1]
- PD 142 (1951) La semaine d’amour [CPT8098.21] – N’attends pas mon amour [CPT8099.21]
- PD 143 (1951) Bonjour amis [CPT8184.22] – Les yeux d’Angéline [CPT8185.21]

## 78 tours fabriqués en France spécifiquement pour l'exportation
France – Columbia
Étiquette MARRON. (série pressée en France, destinée à l'exportation)
- BF 52 (1943) Paquita (LF171) – Ce matin même (LF172) (2 titres du film « Le Chant de l’exilé »)
- BF 53 (1943) Ma belle étoile (LF172) – Le vagabond fleuri (LF171) (2 titres du film « Le Chant de l’exilé »)
- BF 59 (1943) J’ai deux mots (dans mon cœur) – Quel beau jour, mon amour (2 titres du film « Mon amour est près de toi ») (=LF175)
- BF 60 (1943) Madame la nuit – Quand on est marinier (2 titres du film « Mon amour est près de toi ») (=LF176)
- BF 71 (1943) Bonsoir à la France – Ce n’est plus la même chanson (=LF177)
- BF 72 (1944) Tendre sérénade – Mon île d’amour (2 titres du film « L’Île d’amour ») (=LF187)
- BF 77 (1944) Un bouquet d’étoiles (du film « Pilote malgré lui ») (LF 178) – Le joyeux bandit (du film « L’Île d’amour ») (LF188)
- BF 20021 (1956) Arrivederci Roma [CL10189.21] – Bambina [CL10190.21]

Étiquette NOIRE. (série pressée en France, destinée à l'exportation)
- DF 4605 (1948) Bel ami (DF2820) – Toi que mon cœur appelle (du film « Le soleil a toujours raison ») (DF2825)
- DF 4606 (1948) Mon étoile (DF2820) – La chanson du voilier (du film « Le Soleil a toujours raison ») (DF2825)
- DF 4607 (1948) Ce soir – Alcarazas (=LF193)
- DF 4608 (1948) Bésame mucho – Je vivrai seul (du film « Three cheers for the boys ») (=LF194)
- DF 4609 (1948) Amor… amor – Loin dans l’ombre du passé (du film « La Reine de Broadway ») (=LF195)
- DF 4610 (1948) Mon église – Viens (=LF196)
- DF 4611 (1948) Étrange mélodie – Tout contre toi qu’il fait bon (2 titres du film « Sérénade aux nuages ») (=LF198)
- DF 4612 (1948) Chanson aux nuages – Tango d’un soir (2 titres du film « Sérénade aux nuages ») (=LF199)
- DF 4613 (1948) La chanson du joli vent – Corsica bella (=LF179)
- DF 4614 (1948) Dans la nuit, j’entends une chanson – Le pousse-pousse (=LF200)
- DF 4615 (1948) La belle ouvrez-moi donc – J’ai deux chansons (2 titres du film « Le Gardian ») (=LF205)
- DF 4616 (1948) Feux de camp (du film « Le Gardian ») – Au pays de l’amour (=LF206)
- DF 4617 (1948) Je vivrai seul (du film « Three cheers for the boys ») (LF194) - Loin dans l’ombre du passé (du film « La Reine de Broadway ») (LF195)
- DF 4619 (1948) Adieu celle que j’aime – Jamais deux sans trois (2 titres du film « Le Gardian ») (=LF221)
- DF 4622 (1948) L’Ajaccienne – Dio vi salvi regina (=LF180)
- DF 4623 (1948) Petit Papa Noël (2e version) (1948) – Destin (2 titres du film « Destins ») (=LF232)
- DF 4624 (1948) Quand reviendra le jour (du film « Destins ») – Loin de ton cœur (du film « Le Chanteur inconnu ») (=LF233)
- DF 4625 (1948) Tout le long des rues – Sérénade à la brise (2 titres du film « Le Chanteur inconnu ») (=LF235)
- DF 4626 (1948) Angelina – Tout bleu (2 titres du film « Le Chanteur inconnu ») (=LF236)
- DF 4627 (1948) Adios Pampa mia – Sonata (en français) (=LF239)
- DF 4628 (1948) À deux pas de mon cœur – Y’a de l’amour (2 titres du film « Destins ») (=LF234)
- DF 4629 (1948) Quand la guitare chante – Mon cœur est au bout du monde (=LF240)
- DF 4630 (1948) Malika – Adios Mariquita Linda (du film « Dieu est mort ») (=LF242)
- DF 4631 (1948) Dans ton cœur et dans mon cœur – Pamelita (=LF243)
- DF 4632 (1948) Je vous aime sans espoir – Si votre cœur vagabonde (=LF245)
- DF 4634 (1948) Roman d’amour – Jardin perdu (=LF247)
- DF 4636 (1948) Le dimanche dans la rue – C’est vous, rien que vous (=LF249)
- DF 4638 (1948) Je rêve aux étoiles – Midinettes de Paris (=LF255)
- DF 4639 (1948) Amorcito mio – Heureux le cavalier (du film « Deux amours ») (=LF256)
- DF 4645 (1948) Poème (du film « Deux amours ») – La lanterne de San Paoli (=LF260)
- DF 4646 (1948) La marchina – L’amour commande (2 titres du film « Deux amours ») (=LF259)
- DF 4647 (1948) Mon île d’amour (LF187) – Complainte corse (LF188) (2 titres du film « L’Île d’amour »)
- DF 4648 (1948) Notre père qui êtes aux cieux (du film « Deux amours ») – Je vous salue Marie (=LF261)
- DF 4649 (1948) Salut du matin – Merci au ruisseau (2 titres du film « La Belle meunière ») (=LF262)
- DF 4650 (1948) Salut du soir – Inquiétude (2 titres du film « La Belle meunière ») (=LF263)
- DF 4651 (1948) En route – Au bord du ruisseau (2 titres du film « La Belle meunière ») (=LF264)
- DF 4652 (1948) Le cœur fidèle – Ruisseau de mes amours (2 titres du film « La Belle meunière ») (=LF265)
- DF 4653 (1948) La prière du soir – Femmes que vous êtes jolies (=LF266)
- DF 4654 (1949) Plus je vous aime – Ma guitare et mon cœur (=LF267)
- DF 4655 (1951) Mandolino… Mandolino – Jamais (=GF1024)

FRANCE – Pathé (séries pressées en France, destinées à l'exportation)
Étiquette VERTE. (série pressée en France, destinée à l'exportation)
- PG 313 (1949) Marlène – Ô Mama (2 titres du film « Marlène ») (=PD98)
- PG 314 (1949) Sérénade sur Paris – Mariana (2 titres du film « Marlène ») (=PD99)
- PG 460 (1950) Les Feuilles mortes (PD108) – La ronde de l’amour (par autre Interprète : Yvette Horner)
- PG 510 (1950) Mona Lisa – Blondine (=PD133)

Étiquette NOIRE. (série pressée en France, destinée à l'exportation)
- PA 2690 (1950) Envoi de fleurs – Mélancolie (2 titres du film « Envoi de fleurs ») (=PD109)
- PA 2751 (1950) Mona Lisa – Blondine (=PD133)
- PA 2780 (1951) Bonjour amis – Les yeux d’Angéline (=PD143)
- PA 2784 (1951) La semaine d’amour – N’attends pas mon amour (=PD142)

## 78 tours particuliers édités hors de France, avec titres inédits en France
78 Tours Columbia USA en français, enregistrés en France, titres inédits en France
- 4138-M (1936) Marinella (1re Version Orch Wyns) [CL5627.1]  (inédit en France) – J’aime les femmes, c’est ma folie (1re version Orch Wyns) [CL5628.1]  (inédit en France)
- 4183-M (1936) Dans le jardin de mes rêves [CL5641.1] (1re version inédite en France) – Un jour je te dirai (DF2033)

78 Tours Columbia Grande-Bretagne & Empire Britannique en anglais ou en français, enregistrés en France, titres inédits en France.
- DB 1710 (1936) Goodbye Hawaii [CL6043.1] – Serenade in the night [CL6068.1] (2 titres chantés en anglais, inédits en France)
- DB 1908 (1939) Danger in the waltz [CL7172.1] – Somewhere in France with you [CL7174.1] (2 titres chantés en anglais, inédits en France)
- DB 1913 (1939) Roses of Picardy [CL7190.1] – Little grey home in the west [CL7192.1] (2 titres chantés en anglais, inédits en France)
- DC 349 (1939) Le marin veille sur l’océan [CL7163.1] (inédit en France) – Un violon dans la nuit (de la revue du Casino de Paris « Parade du monde ») (DF1817)
- DC 402 (1947) Adios Pampa Mia (LF239) – Sonata  [CL8321.1] (en anglais, inédit en France)

78 Tours Columbia Italie en napolitain, enregistrés en Italie à Milan, titres inédits en France
- DQ 3207 (1939) Serenatella [CB9785] – Gelusia [CB9786] (2 titres chantés en napolitain, inédits en France, enregistrés en Italie)
- DQ 3208 (1939) Perche non mami piu [CB9787] – Canta ancora nella notte [CB9788] (2 titres chantés en napolitain, inédits en France, enregistrés en Italie)

## 45 tours édités en France
45 Tours Columbia/EMI SP (2 titres) sans pochette dédiée Série SCVF
- SCVF 1001 (1953) - Printemps à Rio 1952 - Tango Bleu 1952
- SCVF 1005 (1953) - Ton mariage - Mouettes sur Sorrente
- SCVF 1006 (1954) - Adorable - Deux amants
- SCVF 1007 (1954) - Mandolines à Napoli - Pardonne-moi
- SCVF 1008 (1954) - Mon trésor - Tant de fois
- SCVF 1009 (1954) - Sur la mer une voile - Prisonnier d'un beau rêve
- SCVF 1010 (1954) - Mon seul ami - Toutes les mères
- SCVF 1011 (1954) - Les cigarières de Barcelone - La fête du tabac
- SCVF 1012 (1954) - Tu dansais si bien - Printemps de Corse
- SCVF 1013 (1954) - Châteaux en Espagne - Florence
- SCVF 1014 (1954) - Maria l'amour - Mon ami, mon ami
- SCVF 1015 (1954) - Sérénade méditerranéenne - Carlotina
- SCVF 1016 (1954) - Si le destin nous séparait - El patio
- SCVF 1017 (1954) - Téléphonez-moi, chérie - Jolie mésange
- SCVF 1018 (1954) - Oh ! Mon Papa - Ma joie
- SCVF 1019 (1954) - Jolie bruyère - Sais-tu cueillir les roses ?
- SCVF 1020 (1954) - À quoi penses-tu, mon amour ? - Sous les ponts de Venise
- SCVF 1021 (1954) - J'ai trop aimé - C'est pour vous
- SCVF 1022 (1954) - Retour - Sauras-tu m'attendre
- SCVF 1023 (1954) - Des pays merveilleux - Y'a tant d'amour
- SCVF 1024 (1954) - Tango magique - Cœurs solitaires
- SCVF 1025 (1954) - Quand Maria chantait - Jours bleus
- SCVF 1026 (1954) - La chéribiricocola - Guitara mia
- SCVF 1027 (1955) - Si j'avais le bonheur - Cara mia
- SCVF 1028 (1955) - Comme une ombre - Les rayons du soleil
- SCVF 1029 (1955) - Les fruits de l'été - Va petit enfant
- SCVF 1030 (1955) - Les amants de la belle étoile - Trahison
- SCVF 1031 (1955) - Piccina bambina - Saci
- SCVF 1032 (1955) - Noël Blanc - Prière Péruvienne
- SCVF 1033 (1955) - Méditerranée - Ajaccio
- SCVF 1034 (1955) - N'en dis rien à personne - Tango Méditerranée
- SCVF 1035 (1955) - Vierge Marie - Campanella
- SCVF 1036 (1956) - Arrivederci Roma - Bambina
- SCVF 1037 (1956) - Domani - Tango d’Italie
- SCVF 1038 (1956) - C'est bon d'aimer - Le ciel est témoin
- SCVF 1039 (1956) - Invitation au baïon - Je vous aime
- SCVF 1040 (1956) - Concerto d'automne - Mensonges de ma vie
- SCVF 1041 (1956) - Mon printemps - Une guitare au clair de lune
- SCVF 1042 (1956) - Le village mort - Petit edelweiss
- SCVF 1043 (1956) - Amoureux - Gervaise
- SCVF 1044 (1956) - Une étoile monte - Le Noël des enfants corses
- SCVF 1045 (1956) - Père Noël reviendra - C'est Noël
- SCVF 1046 (1956) - La vieille maison - Poney mon ami
- SCVF 1047 (1956) - Chanson du pied léger - On n'a pas tous les jours vingt ans -annulé
- SCVF 1048 (1956) - Les coquettes de Porto-Rico - Le secret d'Isabelle
- SCVF 1049 (1956) - Les roses blanches - On n'a pas tous les jours vingt ans
- SCVF 1050 (1956) - Chanson du pied léger - Brune, blonde, rousse ou châtaine
- SCVF 1051 (1957) - La fête à maman - Toi qui veux savoir
- SCVF 1052 (1957) - Évasion - Ô mon Dieu
- SCVF 1053 (1957) - Serenata - Valse
- SCVF 1054 (1957) - Scusami - Quand tu chantes ma guitare
- SCVF 1055 (1957) - Cindy - Le long des rues de Paris
- SCVF 1056 (1957) - Tu n'as pas très bon caractère - Accarezzame
- SCVF 1057 (1957) - Un jour l'amour - Beaucoup de caresses
- SCVF 1058 (1957) - Mandoline amoureuse - Toi l'amour
- SCVF 1059 (1957) - Buenas noches mi amor - Lazarelle
- SCVF 1060 (1958) - Le petit tango - Fleur du Japon
- SCVF 1061 (1958) - Imploration - Naples au baiser de feu
- SCVF 1062 (1958) - Te voglio bene tanto - Costenzella
- SCVF 1063 (1958) - Ave Maria de Gounod (yostrae) -1938 - Ô Bernadette
- SCVF 1064 (1958) - Madre mia - Corsica
- SCVF 1065 (1958) - Adieu amour - Bon voyage
- SCVF 1066 (1958) - Dans le bleu du ciel bleu - Amour enfants et mandolines
- SCVF 1067 (1958) - Mélodie perdue - Tu es de mon pays
- SCVF 1068 (1958) - Le bateau de Tahiti - Le petit tango
- SCVF 1069 (1958) - L'ajaccienne - 1943 - Complainte Corse (2e version) -1955-
- SCVF 1070 (1958) - Si tu vas à Rio - Tu me donnes
- SCVF 1071 (1958) - Bonjour chérie - Pourquoi n'as tu rien dit ?
- SCVF 1072 (1958) - Guitare et tambourin - L'eau vive
- SCVF 1073 (1958) - Je t'écrirai - Cœur à cœur
- SCVF 1074 (1959) - Maria (en corse) - Dans mon île d'amour
- SCVF 1075 (1959) - Corsica bella (2e version) - Porto Polo
- SCVF 1076 (1959) - Sur la piazetta - Sérénade à Bari
- SCVF 1077 (1959) - Si Dieu pouvait (1re version) - Être ensemble
- SCVF 1078 (1959) - Fumée aux yeux - Oui, oui, oui, oui,
- SCVF 1079 (1959) - Ce serait dommage - Le soleil
- SCVF 1080 (1959) - Ciao, ciao bambina - Li per li
- SCVF 1081 (1959) - Écris-le moi - Mama cara mama
- SCVF 1082 (1959) - La Madone d'amour - Le secret de l'amour
- SCVF 1083 (1959) - Rien pour toi - Les cloches de Lisbonne
- SCVF 1084 (1959) - Ne joue pas (1re version) - Le monde change
- SCVF 1085 (1960) - Tom Pillibi - Au fond des nuits
- SCVF 1086 (1960) - Je sais - L'aventure est belle
- SCVF 1087 (1960) - Vieni vieni si - Bon baisers à bientôt
- SCVF 1088 (1960) - (Va) Comme un cygne blanc - Paris a le cœur tendre
- SCVF 1089 (1960) - Canzona di u cucu (2e vers.) -1959 - O signore cosa che (1re vers.) -1955-
- SCVF 1090 (1960) - Les filles du soleil - Ma chanson est pour toi
- SCVF 1091 (1960) - Notre concerto - Le grand pardon
- SCVF 1092 (1960) - Trahison -1955 - Tu peux
- SCVF 1093 (1961) - Marinella -1936 - Guitare d'amour -1935-
- SCVF 1094 (1961) - Tchi tchi -1936 - Tango de Marilou -1933-
- SCVF 1095 (1961) - Tango bleu (1re version) -1952 - Trahison -1955-
- SCVF 1096 (1961) - Marina viva - Qu'il est doux
- SCVF 1097 (1961) - Mon chant d'amour - Matteo
- SCVF 1098 (1961) - L'enfant que j'aime - Tout le bonheur du monde
- SCVF 1099 (1961) - Le temps d'un tango - Une simple carte postale
- SCVF 1100 (1961) - Plus doucement – Retour (j'ai fait le tour du monde)
- SCVF 1101 (1961) - Méditerranée - 1955 - Tango Méditerranée -1955-
- SCVF 1102 (1961) - Enfin les vacances - Amour cigales et farniente
- SCVF 1103 (1961) - Luna Rossa -1952 - Mandoline à Napoli -1954-
- SCVF 1104 (1961) - Guitar Tango (en) - Je rêve de Tahiti
- SCVF 1105 (1961) - Quand je reviens chez moi - Marie Maria
- SCVF 1106 (1961) - Trois enfants - Le plus grand jour
- SCVF 1107 (1961) - Mon père Noël à moi - Merci Noël

45 Tours Columbia/EMI SP (2 titres) sans pochette dédiée Série SCRF
- SCRF 118 (1953) - La petite mule - Ne lui dis jamais
- SCRF 127 (1953) - Moulin rouge (1re version) - Ne laissez pas s'enfuir l'amour
- SCRF 514 (1961) - C'est toujours le tango qu'on aime - Vizzavona
- SCRF 530 (1961) - Rien - Faites un bon voyage
- SCRF 540 (1962) - Tango italiano - Roses blanches de Corfou
- SCRF 550 (1962) - Tu n'est pas un ange - Gondoli gondola
- SCRF 657 (1963) - J'avais vingt ans - Amor, mon amour my love
- SCRF 664 (1963) - J'ai envie de t'embrasser - 1959 - Clair de lune -1959-
- SCRF 683 (1963) - Le soleil et la mer - Le temps des guitares
- SCRF 684 (1963) - Adios amigo - Éternelle chanson
- SCRF 702 (1963) - Minuit, chrétiens -1939 - Petit Papa Noël -1948-
- SCRF 736 (1964) - Crépuscule tango - Lune de miel au Portugal
- SCRF 788 (1964) - C'est à Capri - Marinella
- SCRF 789 (1964) - Maria - Vieni vieni
- SCRF 813 (1964) - La ronde - La playa
- SCRF 886 (1965) - Tu méritais mieux - Le printemps sur la colline
- SCRF 936 (1966) - Bye bye bye - Merci chérie
- SCRF 953 (1966) - Le soleil c'est déjà les vacances - San Miguel
- SCRF 978 (1966) - Dommage dommage - Il faut croire
- SCRF 985 (1967) - C’est ma chanson - Sérénade Ajaccienne
- SCRF 1012 (1967) - Tango Bleu - Jalousie
- SCRF 1019 (1968) - Une rose - Les lilas blancs
- SCRF 1021 (1968) - C'est un chant dans mon cœur - Tu reviendras vers ta maison
- SCRF 1032 (1968) - Petit Papa Noël -1948 - L'Ajacienne
- SCRF 1034 (1968) - Le Noël des enfants oubliés - Pour Noël
- SCRF 1036 (1968) - Cette nuit-là - Vive le vent

45 Tours Columbia/EMI SP (2 titres) sans pochette dédiée Série JBCOL (Juke Box Columbia)
- JBCOL600.011 (1969) - Ah ! Qu'il est doux (Adagio cardinal) - Maria Souviens-toi
- JBCOL600.038 (1969) - Le marchand de soleil - Il fait beau
- JBCOL600.054 (1969) - Marinella - 1936 - Tchi tchi -1936-

45 Tours Columbia/EMI SP (2 titres) sans pochette dédiée Série SP (Juke Box "Spécial Product")
- SP52 (1969) - La roue tourne -1968 - La dernière valse (2e prise "devais-je") -1967-
- SP140 (1971) - La boudeuse – Ici
- SP147 (1971) - D'un bateau - Bon baisers à bientôt
- SP148 (1971) - Midinettes de Paris – Obsession
- SP149 (1971) - Tout le long des rues - Des pays merveilleux
- SP150 (1971) - Voulez-vous Madame ? - Dans le jardin de mes rêves
- SP151 (1971) - Mon printemps - Sérénade à la brise
- SP152 (1971) - N'en dis rien à personne - La prière du soir
- SP153 (1971) - Le bonheur n'est plus un rêve - Chanson aux nuages
- SP154 (1971) - La belle ouvrez-moi donc – Line
- SP155 (1971) - Ma joie - Merci Monsieur Schubert
- SP156 (1971) - Le moulin de Magali - Prenez-moi pour joujou
- SP157 (1971) - Tango d’Italie - Vous n'êtes pas venue dimanche
- SP158 (1971) - Femmes, que vous êtes jolies - Va, mon ami va
- SP287 (1973) - Concerto de Varsovie - Lettre à Élise
- SP299 (1974) - Papillon – Papillon (même titre sur les deux faces)
- SP321 (1974) - Comme une ombre - Ne lui dis jamais
- SP361 (1974) - Avoir un bon copain, Hallelujah - Je chante sous la pluie
- SP411 (1975) - Je t'ai donné mon cœur - Thé pour deux
- SP412 (1975) - Pour être un jour aimé de toi, je vous emmènerai, adieu… - Heure exquise
- SP413 (1975) - Méditerranée - Oh ! Ma Rose-Marie
- SP1088 (1979) - La prière - Les temps viendront
- SP1122 (1980) - Chanson d'amour - Ça ne vaut pas l'amour

45 Tours Columbia/EMI SP (2 titres) avec pochette dédiée Série 2C0
- 2C006-10308M (1969) - Bonne fête papa - Ah ! Le petit vin blanc
- 2C006-10336M (1969) - Souvenez-vous Mama -1962 - Maman (Bixio) -1962-
- 2C006-10540M (1969) - Mon pays (B.O. du film L'Âne de Zigliara)- Thème corse
- 2C006-10717M (1970) - L'étoile filante - Lorsque le cœur est amoureux (A namorada que sonhei)
- 2C006-11369M (1970) - Quelques gouttes de pluie - L'homme qui se rappelle (Melancholy man)
- 2C006-11522M (1971) - Love story (du film) - Mourir d'aimer (inspiré du film Mourir d'aimer)
- 2C006-11730M (1971) - La marche de Sacco et Vanzetti (Here's to you) (du film) - Ne t'en va pas (Please don't go) - 1969-
- 2C006-11776M (1971) - Mon pays - 1969 (B.O. du film "Une drôle de bourrique") - Thème corse -1969-
- 2C006-11849M (1971) - L'avventura - Une autre ville, un autre jour (Another time, another place)
- 2C006-12225M (1972) - Il était une fois… la révolution (du film) - Le soleil ne se couche jamais
- 2C006-12303 (1972) - Parle plus bas (Speak softly love-du film Le Parrain) - Le monde et notre amour (Till)
- 2C006-12418 (1973) - Pluie d'été, soleil d'hiver (Summer-days) - Donnez-moi des roses
- 2C006-12448 (1973) - Maman bonheur - Maman la plus belle du monde
- 2C008-12714 (1974) - Papillon (chanson du film) - Es-tu seule mon amour ? (Are you lonesome to-night ?)
- 2C008-12959 (1974) - Chantons l'amour - Laisse-moi le temps (Let me try again)
- 2C004-13008 (1974) - What will I do… pour vous - Whispering (murmures) (2 titres du film Gatsby le magnifique)
- 2C004-13098 (1975) - C'est mieux comme ça (Love say goodbye-du film Le Parrain 2) - Mexicali rose
- 2C010-14226 (1975) - L'Ajaccienne - 1968 - La boudeuse -1971-
- 2C010-14301 (1976) - Amor amor - Danse avec moi
- 2C006-98467 (1976) - Chantons la même chanson (duo avec Laurent Rossi) - Chantons la même chanson (version instrumentale)
- 2C006-14429 (1977) - Ma dernière chanson sera comme la première - Addio Julietta
- 2C006-14503 (1977) - La femme de ma vie - Tant qu'il y aura une chanson d'amour -1976-
- TLR-005 (1978) - Forza Bastia, forza Corsica (version chantée) - Forza Bastia, forza Corsica (version chœur) (tirage MPO sous-traité - édité sous label Pathé)
- TLR-005 (1978) - Forza Bastia, forza Corsica (version chantée) - Forza Bastia, forza Corsica (version chœur) (tirage EMI, peu courant - édité sous label Pathé)
- TLR-005 (1978) - Forza Bastia, forza Corsica (version chantée) - Forza Bastia, forza Corsica (version chœur) (tirage EMI, peu courant - édité sous label Bimbo Laurent Rossi, peu courant)
- 2C008-14701 (1978) - La vie commence à soixante ans - Varsovie (The last waltz)
- 2C008-14729 (1979) - Je ne vous ai jamais oubliée, madame - Tous les amoureux du monde (La Saint-Valentin)
- 2C008-14807 (1979) - Hymne à l'Europe - Hymne à la joie
- 2C008-63523 (1979) - Papa, dis le moi (duo avec Laurent Rossi) - Papa, dis le moi (version instrumentale (tirage sous-traité à Polygram)
- 2C008-72126M (1980) - Venise et Bretagne -1934 - Noël en mer -1934-
- 2C008-72230 (1980) - Cantemu corsu - Canzona païsana
- 2C008-72331 (1981) - Soufflez les bougies (duo avec Laurent Rossi) - Soufflez les bougies (version instrumentale)
- 2C008-72406 (1981) - Forza Bastia, forza Corsica (version chantée) -1978- Forza Bastia, forza Corsica (version chœur) -1978-
- 2C008-73354 (1981) - J'ai toujours chanté des chansons d'amour (1re version) - Donne ta tendresse (45 T édité, retiré et remplacé par 73355)
- 2C008-73355 (1981) - J'ai toujours chanté des chansons d'amour (2e version) - Donne ta tendresse
- 2C008-73356 (1982) - Cinquante ans d'amour - Cinquante ans d'amour (version instrumentale)
- 2C008-73357 (1982) - Grand-mère on t'aime - La guerre des gosses

45 Tours Pathé/EMI EP (4 titres) avec pochette dédiée Série ED
- ED 59 (1956) - La petite église*, Une étoile d'amour* - Envoi de fleurs*, Vous êtes si jolie*      *1949/50

45 Tours Columbia/EMI EP (4 titres) avec pochette dédiée Série ESVF
- ESVF 1001 (1954) - Les cigarières de Barcelone, La fête du tabac - Adorable, Deux amants
- ESVF 1004 (1954) - Téléphonez-moi chérie, Jolie mésange - Oh ! Mon papa, Ma joie
- ESVF 1005 (1954) - Châteaux en Espagne, Carlotina - Mon ami mon ami, Maria l'amour
- ESVF 1006 (1955) - Minuit, chrétiens (1939), Trois anges sont venus (1939) - Noël en mer (1934) Petit Papa Noël (1948)
- ESVF 1007 (1955) - Qui va piano va lontano, Merci monsieur Schubert - Pastoreo, Les fleurs et les fontaines
- ESVF 1008 (1956) - Ave Maria de Gounod (1938), Ave Maria de Schubert (1938) - Aubade du roi d'Ys (1934), Les pêcheurs de perles (1936)
- ESVF 1009 (1956) - Romance de Maître Pathelin (1936), Berceuse de Jocelyn (1936) – Tristesse (1939), Pensée d'automne (1939)
- ESVF 1010 (1956/52) - Célèbre Serenata (Toselli) (1938), Catari catari (1937) - 'O sole mio (1938), Santa Lucia (1939)
- ESVF 1011 (1956) - Méditerranée*, Ajaccio* - N'en dis rien à personne*, Tango méditerranée*        *1955
- ESVF 1012 (1956) - Les muletiers*, Demain c'est dimanche* - Campanella*, Vierge Marie*  *1955
- ESVF 1013 (1956) - Lamento di u banditu, A rustaghia - Pene di core, Dimmi perche
- ESVF 1014 (1957) - La fête à maman, Ô mon Dieu - Évasion, Toi qui veux savoir
- ESVF 1015 (1957) - Scusami, Quand tu chantes ma guitare - Le long des rues de Paris, Cindy
- ESVF 1016 (1957) - Tu n'as pas très bon caractère, Accarezzame - Beaucoup de caresses, Un jour l'amour
- ESVF 1017 (1957) - Mandoline amoureuse, Toi l'amour - Buenas noches mi amor, Lazarelle
- ESVF 1018 (1957) - Italiana, Jolie Florence - Hawaii tango, Venise
- ESVF 1019 (1957) - Naples au baiser de feu, Prière à San Genaro - Te voglio bene tanto tanto, Chanson napolitaine
- ESVF 1020 (1957) - Sérénade pour un ange (version courte), Sans toi - Costanzella, Les rues de Napoli
- ESVF 1021 (1958) - Reviens reviens-moi, Le bateau de Tahiti - Au Venezuela, Adieu ma belle amie
- ESVF 1022 (1958) - Si tu voulais m'aimer, Ambre - Le petit tango, Fleur du Japon
- ESVF 1023 (1958) - Ô Bernadette, Salve Regina - Ave Maria de Gounod*, Ave Maria de Schubert*     *1938
- ESVF 1024 (1958) - Parigi Roma, Paysan mon ami - Rose d'or, Primavera
- ESVF 1025 (1958) - Corsica, O Mama (1958) - Ajaccio (1955), Printemps de Corse (1954)
- ESVF 1026 (1958) - Adieu amour, Venticello di Roma - Bon voyage, Un peu beaucoup passionnément
- ESVF 1027 (1958) - Corsica, Madre mia - Je t'aimerai t'aimerai, Héléna
- ESVF 1028 (1958/65) - La fête à maman, O Mama (1958) - Madre mia, Toutes les mères
- ESVF 1029 (1958) - Dans le bleu du ciel bleu, Amour enfants et mandoline - Du moment qu'on s'aime, À Capri
- ESVF 1030 (1958) - Portofino, Mes souvenirs - Mélodie perdue, Tu es de mon pays
- ESVF 1031 (1958) - Merci monsieur Nöel, Il faut arriver demain - Le mariage des jouets, Le petit ramoneur
- ESVF 1032 (1958) - Tu me donnes, Pourquoi n'as tu rien dit ? - Bonjour chérie, Si tu vas à Rio
- ESVF 1033 (1958) - L'eau vive, Cœur à cœur - Guitare et tambourin, Je t'écrirai
- ESVF 1034 (1959) - Dans mon île d'amour, Maria (en corse) - Porto Polo, Corsica bella (1959)
- ESVF 1035 (1959) - Sérénade à Bari, Sur la piazetta - Si Dieu pouvait (2e version), Être ensemble
- ESVF 1036 (1959) - Fumée aux yeux, Oui oui oui oui - Ce serait dommage, Le soleil
- ESVF 1037 (1959) - Ciao ciao bambina, Mama cara Mama - Li per li, Ecris-le moi
- ESVF 1038 (1959) - La Madone d'amour, Le secret de l'amour - Passionaria, Ole muchacheros
- ESVF 1039 (1959) - Adieu tristesse, La chanson d'Orphée (Manhã de Carnaval) - Vénus, Mon amour oublié
- ESVF 1040 (1959) - Lettre au Papa Noël, Le petit diable – Natal (Noël brésilien), Mon Noël
- ESVF 1041 (1959) - Les cloches de Lisbonne, Ne joue pas (1re prise) - Rien pour toi, Le monde change
- ESVF 1041 (1959) - Les cloches de Lisbonne, Ne joue pas(2e prise) - Rien pour toi, Le monde change
- ESVF 1042 (1959) - J'ai envie de t'embrasser, Clair de lune - Le tango nous invite, Jazz tango
- ESVF 10003 (1960) - Minuit Chrétiens (1939), Trois anges sont venus (1939) - Noël en mer (1934), Petit Papa Noël (1948) (album disque)
- ESVF 1043 (1960) - Papa aime maman, Romantica - Tom Pillibi, Au fond des nuits
- ESVF 1044 (1960) - Vieni vieni si, Bon baisers à bientôt - Valentino, Comme un cygne blanc
- ESVF 1045 (1960) - Prière à tes yeux, Paris a le cœur tendre - L'aventure est belle, Je sais
- ESVF 10013 (1960) - Berceuse des trois épis, Berceuse de la tortue et du crocodile - Berceuse de l'enfant noir, Berceuse de la lune et de l'agneau (album disque)
- ESVF 1046 (1960) - Noël sous les tropiques, Douce nuit - La rose de Noël, Noël c'est l'amour
- ESVF 1047 (1960) - Notre concerto, Les filles du soleil - Ma chanson est pour toi, Le grand pardon
- ESVF 1048 (1960) - Demain tout recommencera, Tu peux - La petite grange, Maeva
- ESVF 1049 (1961) - Matteo, Les jours de notre vie - Mon chant d'amour, Sérénade à Margellina
- ESVF 1050 (1961) - Connais-tu ? Amour à Naples - Marina viva, Qu'il est doux
- ESVF 1051 (1961) - Tout le bonheur du monde, L'enfant que j'aime - Le pays merveilleux, Romance du passé
- ESVF 1052 (1961) - Une simple carte postale, Retour (1961) - Le temps d'un tango, Plus doucement
- ESVF 1053 (1961) - Enfin les vacances, Amour cigales et farniente - Douce nuit de Malaga, Sous le ciel de la Provence
- ESVF 1054 (1961) - Pardon pour notre amour, Je rêve de Tahiti - Guitare tango, En plein cœur
- ESVF 1055 (1961) - Mon Noël corse, Noël et l'enfant - Mon père Noël à moi, Merci Noël
- ESVF 1056 (1961) - Rien, Faites un bon voyage - C'est toujours le tango qu'on aime, Vizzavona
- ESVF 1057 (1962) - Les roses blanches de Corfou, Tu n'es pas un ange - Tango italiano, Gondoli gondola
- ESVF 1058 (1962) - Souvenez-vous mama, O mama - Maman (Bixio 1962), Y a qu'une maman
- ESVF 1059 (1962) - Savoir aimer, Twist à Napoli (sur poch : Napoli Napoli) - La paloma, Ma rose d'Alsace
- ESVF 1060 (1962) - Enfant de tous les temps, Dans le cœur d'une rose - Lorsque tu t'endors, Quand j'ai vu passer les cigognes
- ESVF 1061 (1963) - El pecador, La cigale - Sur un accord de guitare, Si tu m'aimes tant que ça
- ESVF 1062 (1963) - Brasilia mon amour, Heureusement - Amor mon amour my love, J'avais vingt ans
- ESVF 1063 (1963) - L'Ajaccienne (1943), Dio vi salvi Regina (1943) - Complainte corse (1955), O Ciucciarella (1955)
- ESVF 1064 (1963) - Le temps des guitares, Éternelle chanson - Le soleil et la mer, Adios amigo
- ESVF 1065 (1963) - Reviens (1938), Femmes que vous êtes jolies (1949) - Le Temps des cerises (1938, La prière du soir (1949)
- ESVF 1066 (1963) - Mon vrai premier Noël, Quand minuit sonne - Bonne nuit, La Vierge à la crèche
- ESVF 1067 (1964) - Lune de miel au Portugal, Reviens mon enfant - Maria Elena, Crépuscule tango
- ESVF 1068 (1964) - La petite église*, Une étoile d'amour* - Envoi de fleurs, Vous êtes si jolie*     *1949/50
- ESVF 1069 (1964) - La petite mule (1953)*, Ton mariage (1953) - Tango Bleu (1952), Rosa (1952)
- ESVF 1070 (1964) - Marinella, C'est à Capri - Maria, Vieni vieni
- ESVF 1071 (1964) - La ronde, Un jour deux enfants - La plage, Peur de te perdre
- ESVF 1072 (1965) - Charmaine, Tout bleu - C'est un chagrin d'amour, Stellina
- ESVF 1073 (1965) - Le printemps sur la colline, Les yeux de l'amour - Si tu pleures si tu chantes, Tu méritais mieux
- ESVFAD 10003 (1965) - Minuit, chrétiens (1939), Trois anges sont venus (1939) - Noël en mer (1934), Petit Papa Noël (1948) (album disque)
- ESVF 1074 (1965) - Jamais personne avant toi, Chem-cheminée - Clara mon grain de blé, Dis-moi le vent
- ESVF 1075 (1965) - Barcarolle bastiaise*, O pescador dell'onda* - Ti tengu cara (1950), O signore cosa che*  *1955
- ESVF 1076 (1966) - Tous les deux, Capri c'est Paris - C'est ma prière, Ô ma mie ô ma Mireille (R. Nyel / G. Verlor)
- ESVF 1077 (1966) - Merci chérie, Bye bye bye - Parle-moi d'Ajaccio, Teresa
- ESVF 1078 (1966) - San Miguel, Le soleil c'est déjà les vacances - Les étoiles de mai, Amore
- ESVF 1079 (1966) - Petite maison grise (1939), Paradis du rêve (1937) - Le vagabond fleuri (1943), Paysage (1935)
- ESVF 1080 (1966) - Il faut croire, Paris en colère - Dommage dommage, Guantanamera
- ESVF 1081 (1967) - C'est ma chanson, Sérénade ajaccienne - Que c'est long un jour, Bella
- ESVF 1082 (1967) - L'important c'est la rose, Le printemps de mon premier amour - Ces mots stupides, Quand tu t'en iras

45 Tours Columbia/EMI EP (4 titres) avec pochette dédiée Série ESRF
- ESRF 1002 (1953/62) - La petite mule, Ton mariage - Tango bleu *, Rosa* *1952
- ESRF 1007 (1953) - Deux petits chaussons, Pour un rêve d'amour - Édith Piaf : Pour qu'elle soit jolie ma chanson, Bravo pour le clown
- ESRF 1008 (1954) - Les fées vont revenir*, Bella bella donna* - Soir espagnol*, La fête des fleurs*(version courte)   *1953
- ESRF 1196 (1958) - Annie Cordy (Hello ! le soleil brille), Édith Piaf (mon manège à moi) - Les Compagnons de la chanson (Sarah), Tino Rossi (le bateau de Tahiti)
- ESRF 1381 (1962) - Le pinzutu, Thème du petit Pietro - Générique, Thème de la veuve
- ESRF 1534 (1964) - Ave Maria de Gounod Tino Rossi, Ave Maria Chanteurs croix de bois - Ave Maria Schubert Luis Mariano, Ave Maria Les Compagnons de la chanson…
- ESRF 1543 (1964) - E viva Sampiero, Le branle du parc-Danse au château-Pavane de Diane, Défilé des troupes royales - Lamento du prisonnier corse, Champ de bataille endormi, Renaissance de l'espoir.
- ESRF 1883 (1967) - Ajacciu bellu (1933), U trenu di Bastia (1959) - U lamentu di u banditu (1956), Piscatore d'Ajaccio (1959)
- ESRF 1884 (1967) - Berceuse (1933), Canzona di u cucu (1959) - I mulateri (1959), A rustaghia (1933)
- ESRF 1885 (1967) - Vizzavona (1961), Porto Polo (1959) - J'avais vingt ans (1963), Marina viva (1961)
- ESRF 1886 (1967) - Ave Maria de Gounod*, Ave Maria de Schubert* - Salve Regina#, Romance de Nadir-1936-    #1958  *1938
- ESRF 1887 (1967) - Il faut croire*, Paris en colère* - Dommage dommage*, Guantanamera*       *1966
- ESRF 1888 (1967) - Le temps des guitares*, Eternelle chanson* - Le soleil et la mer*, Adios amigo*         *1963
- ESRF 1890 (1967) - Méditerranée*, Ajaccio* - N'en dis rien à personne*, Tango méditerranée*        *1955
- ESRF 1891 (1967) - Les muletiers*, Demain c'est dimanche* - Campanella*, Vierge Marie*        *1955
- ESRF 1893 (1967) - La petite église*, Une étoile d'amour* - Envoi de fleurs*, Vous êtes si jolie*      *1949/50
- ESRF 1894 (1967) - Marinella*, C'est à Capri* - Maria*, Vieni vieni*      *1964
- ESRF 1895 (1967/69) - Célèbre Serenata (Toselli) (1938), Catari catari (1937) - 'O sole mio (1938), Santa Lucia (1939)
- ESRF 1896 (1967) - L'Ajaccienne (1955), Dio vi salvi Regina (1943) - Complainte corse (1955), O Ciucciarella (1955)
- ESRF 1897 (1967/69) - Reviens (1938), Femmes que vous êtes jolies (1949) - Le Temps des cerises (1938), La prière du soir (1949)
- ESRF 1898 (1968) - Maria Elena*, Roses blanches de Corfou* - La playa*, Merci chérie -1966-    *1964
- ESRF 1899 (1967) - La chapelle au clair de lune, La dernière valse (1re prise remplacée) - Prenons le temps d'aimer, Tu n'as que vingt ans
- ESRF 1899 (1967) - La chapelle au clair de lune, La dernière valse (2e prise) - Prenons le temps d'aimer, Tu n'as que vingt ans
- ESRF 1902 (1968) - Oh ! Mon papa (1954), Sur la mer une voile (1953) - Venise et Bretagne (1934), Des pays merveilleux (1954)
- ESRF 1903 (1968) - C'est ma chanson*, Sérénade ajaccienne* - Que c'est long un jour*, Bella*   *1967
- ESRF 1905 (1968) - En suivant l'étoile*, Quand la neige tombe sur les roses* - Souvent je vous vois*, Quand je lis dans tes yeux*    *1967
- ESRF 1910 (1968) - Savoir aimer*, Twist à Napoli* - La paloma*, Ma rose d'Alsace*  *1962
- ESRF 1913 (1968) - Une rose, Les lilas blancs - Tu reviendras vers ta maison, C'est un chant dans mon cœur
- ESRF 1926 (1968) - Romance de Maître Pathelin (1936), Berceuse de Jocelyn (1936) - Tristesse (1939), Pensée d'automne (1939)
- ESRFAD 10019 (1968) - Pour Noël, Cette nuit-là - Vive le vent, Le Noël des enfants oubliés (album disque)

45 Tours Columbia/EMI EP (4 titres) avec pochette dédiée Série 2C0 et ultérieurement
- 2C016-10029 (1969) - Ah ! Qu'il est doux, Les grands amants - Parce-que tu me quittes, Maria souviens-toi
- 2C016-10166 (1969) - Barcarolle bastiaise*, O pescador dell'onda* - Ti tengu cara#, O signore cosa che*       #1950 ;  *1955
- 2C016-10167M (1969) - Le rêve passe, Le rocher de Sainte-Hélène - Schoenbrunn, Partant pour la syrie
- 2C012-13003 (1972/77) - Minuit, chrétiens*, Trois anges sont venus* - Noël en mer -1934-, Petit Papa Noël -1948- *1939    (album disque)
- 2C012-13003 (1978) - Minuit, chrétiens*, Trois anges sont venus* - Petit Papa Noël -1948-, Noël en mer -1934- *1939
- 2C008-73359 (1982) - Minuit, chrétiens*, Trois anges sont venus* - Petit Papa Noël -1948-, Noël en mer -1934-  *1939 (envoi "carte postale")
- 2C010-73360 (1983) - Grand-Mère on t'aime, Soufflez-les bougies* - Oh ! Mon papa#, Maman bonheur -1973-          #1954    *1981 (album disque)
- 1130037 (1987) - Minuit, chrétiens*, Trois anges sont venus* - Petit Papa Noël -1948-, Noël en mer -1934-  *1939   (album disque)